# Gmina Nørre Djurs
Gmina Nørre Djurs (duń. Nørre Djurs Kommune) – w latach 1970–2006 (włącznie) jedna z gmin w Danii w ówczesnym okręgu Århus Amt. 
Siedzibą władz gminy jest Glesborg. 
Gmina Nørre Djurs została utworzona 1 kwietnia 1970 na mocy reformy podziału administracyjnego Danii. Po kolejnej reformie administracyjnej w roku 2007 weszła w skład nowej gminy Norddjurs.

## Dane liczbowe
- Liczba ludności: (♀ 3932 + ♂ 3731) = 7663
  - wiek 0-6: 7,3%
  - wiek 7-16: 14,3%
  - wiek 17-66: 62,4%
  - wiek 67+: 15,9%
- zagęszczenie ludności: 32,5 osób/km²
- bezrobocie: 6,4% osób w wieku 17-66 lat
- cudzoziemcy z UE, Skandynawii i USA: 141 na 10 000 osób
- cudzoziemcy z krajów Trzeciego Świata: 138 na 10 000 osób
- liczba szkół podstawowych: 3 (liczba klas: 42)